# 北海道調査業協会
一般社団法人 北海道調査業協会（ほっかいどうちょうさぎょうきょうかい）は、主に北海道内にて運営を行う探偵社により2012年に設立された業界団体。

## 事業内容
北海道調査業協会の主な事業内容は以下のものである。
- 業界健全化のための倫理啓発及び教養・資質向上に関する教育・研修等
- 業務の適正と健全化及び技術向上に関する教育・研修・広報等
- 消費者保護に関する啓蒙・教育・研修・広報等
- 消費者保護に関する相談・支援等
- 調査・探偵業務を通した社会貢献活動
- 業界の人材の育成と資格附与

## 沿革
- 2012年5月－一般社団法人北海道調査業協会として登記。商標登録申請。
- 2012年同月－一般社団法人北海道調査業協会設立記念式典を開催。
- 2012年6月－第一回（一社）北海道調査業協会総会を開催。
- 2012年同月－公認調査管理士甲種研修会実施。
- 2012年9月－公認調査士3種試験並びに実務研修会を開催。
- 2012年同月－公認調査管理士乙種研修会実施。

## 公認調査士
公認調査士は同協会が定めた資格。1種から3種まであり、調査員の能力を段階分けにすることで、業界内の調査レベルを統一化。調査員のスキル向上への一指標とするもの。